# 贝特朗·杜·盖克兰
贝特朗·杜·盖克兰（法語：Bertrand du Guesclin；約1320年—1380年7月13日），法國於百年戰爭初期的軍事領袖及民族英雄，其一生戰功赫赫，被譽为「布列塔尼之鹰」（the Eagle of Brittany）。由1370年擔任法蘭西王室統帥直到逝世。其對费边战略的靈活運用令法國在沒有足夠力量打敗英國之前避免重大战役並成功拖垮英军，同时让法国人重新夺回在布勒丁尼條約中失去的多数领土。

## 家世背景
贝特朗·杜·盖克兰出生于布列塔尼公國迪南附近的的布龍，為罗贝尔·杜·盖克兰之長子。生日不詳，但應於1320年前後。他的家族做為布列塔尼公國的小貴族布龍勛爵世代統治該地。
蓋克蘭家族自稱是來自北非贝贾亚的傳奇穆斯林國王阿金（Aquin）之後代，阿金是出自13世紀布列塔尼地區的法國武功歌《阿金傳奇》中的虛構人物。

## 布列塔尼的騎士
贝特朗·杜·盖克兰最初在布列塔尼繼承戰爭（1341-1364年）中參戰，跟随由法王支持的布列塔尼公爵布卢瓦的查理，對抗英王支持的让·德·蒙福尔。1354年，杜·盖克兰服務於元帥阿尔诺·奥德雷海姆麾下，在蒙穆蘭戰役中成功攔截休·卡尔弗利的奇襲而受封骑士，並於1357年以游击战术，击退英軍由格羅斯蒙特的亨利帶領的雷恩之圍，虽然法國最後以賠償10万克朗解除圍城，但杜·盖克兰出眾的軍事才能振奮了因普瓦捷戰役慘敗而受創的法軍士氣，並受到查理太子的賞識。
1364年查理五世即位后，納瓦拉的查理二世希望兼并勃艮第公国，而查理五世希望给他的弟弟腓力，國王因此派出杜·盖克兰去對抗他。5月16日的科什雷勒戰役中，杜·盖克兰遭遇讓·德·格拉伊（Jean de Grailly）指挥的英格蘭─納瓦拉聯軍，取得胜利，迫使納瓦拉国王與查理五世签定和平条约，使勃艮第归于腓力。

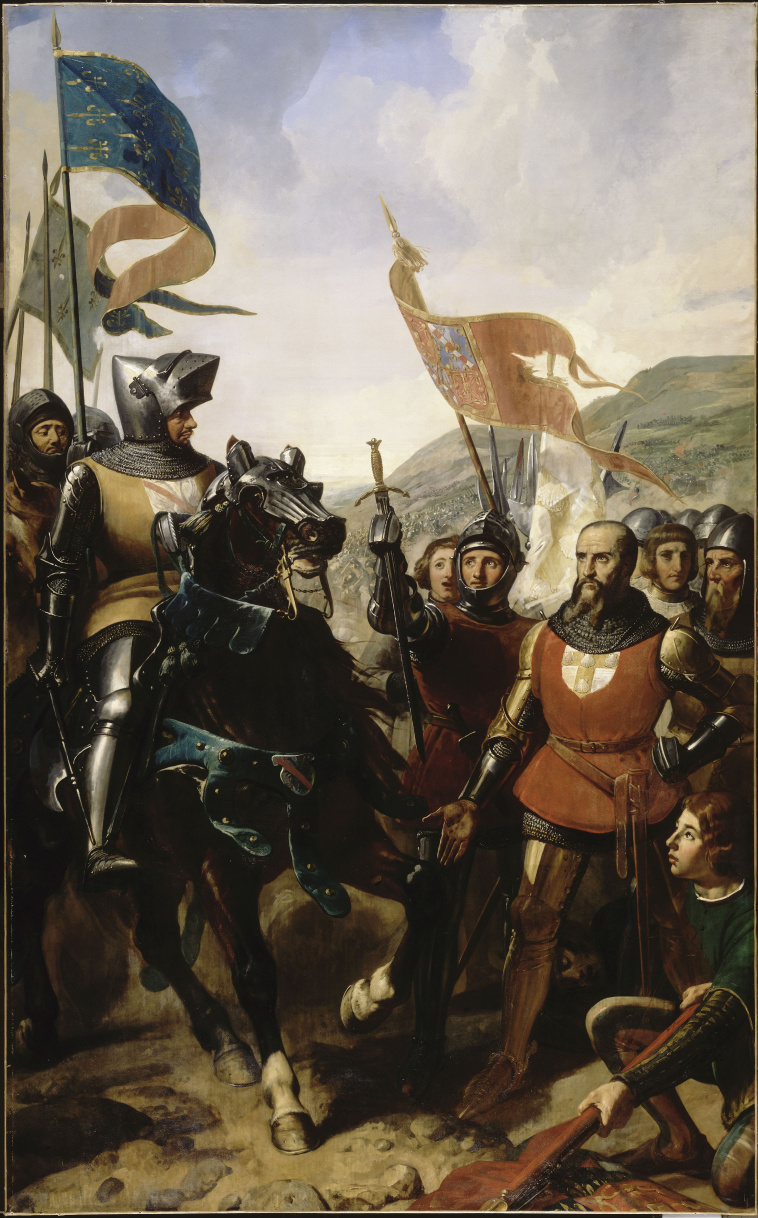
杜·盖克兰在科什雷勒戰役

1364年9月29日，在欧赖战役中，杜·盖克兰和布卢瓦的查理受到严重慘敗，但此戰並非為他指揮，布卢瓦的查理战死，布列塔尼繼承戰爭宣告由英王支持的约翰五世得勝。杜·盖克兰在經過一段英勇抵抗後，將自己的武器破壞以示投降，被英格兰將領约翰·钱多斯(John Chandos)爵士的军队俘虏。查理五世不忍失去愛將，以10萬法郎之鉅額贖金將其赎回。

## 轉戰西班牙
1360年布勒丁尼條約簽訂後，英法兩國進入停戰期，許多失業的傭兵組成自由傭兵團在法蘭西北部四處劫掠。
1366年，查理五世派杜·盖克兰去处理傭兵問題，杜·盖克兰将他们招安后派到卡斯蒂利亚协助特拉斯塔马拉的恩里克從同父異母的佩德羅一世的手中奪取王位。該年中，杜·盖克兰與其忠實戰友紀堯姆·布瓦泰爾（Guillaume Boitel）接連佔領馬加利翁、布里维耶斯卡、以及首都布哥斯。在恩里克完成加冕後，他在3月到4月之間宣布杜·盖克兰為特拉斯塔馬拉伯爵的繼承人，並將他加冕為格拉納達國王，不過該王國當時仍在摩爾人的統治下。
不過恩里克在1367年的納赫拉戰役中被黑太子愛德華率領的佩德羅軍隊擊敗，作為副將的杜·盖克兰再次被黑太子爱德华俘虏，查理五世认为他十分宝贵而再次赎回。然而英軍在西班牙的戰役中損失慘重，失去4/5的兵力，黑太子也罹患痢疾，因此停止支援佩德羅。杜·盖克兰與恩里克得以東山再起，在蒙鐵爾戰役中擊潰佩德羅。
戰後，佩德羅逃到蒙鐵爾城堡，期間嘗試聯繫在城外紮營的杜·盖克兰，賄賂他協助自己逃亡。杜·盖克兰同意佩德羅，但另一方面也密告恩里克，恩里克給他更多的錢和土地要杜·盖克兰帶佩德羅到他的營帳。佩德羅與恩里克兩位半兄弟在經過一番激烈的對罵後在營帳內以匕首展開死鬥。當兩人在地板上扭打時，佩德羅占了上風，在他將要了結恩里克時，在一旁靜觀的杜·盖克兰決定幫助恩里克，抓住佩德羅的腳踝讓他仰躺在地上，使恩里克將他刺死，確保了卡斯蒂利亚的王位。
傳聞杜·盖克兰將佩德羅翻倒時說了：「我既沒有扶持國王也沒有推翻國王，我只是協助我的主人」（Ni quito ni pongo rey, pero ayudo a mi señor），這句話在西班牙文中成為通用語，在部屬按上級旨意行事時用來規避道德問題與責任。
杜·盖克兰在戰後被封為莫利納公爵，卡斯蒂利亚也成為了百年戰爭中法蘭西的重要盟國。

## 法蘭西王室統帥

杜·盖克兰的徽章

1369年，英法战争重新开始。查理五世在1370年將杜·盖克兰從卡斯蒂利亚召回，任命他為法蘭西王室統帥，成為法軍最高指揮官。傳統上，這個職位只給予高階貴族，杜·盖克兰出身相對卑微，但查理五世急需一名有才幹的將領來指揮軍隊而任用他。事實上，杜·盖克兰也一直有困難使貴族聽命於他，他的軍隊核心也是以他的親信組成。
杜·盖克兰在1370年10月2日正式受法王任命為王室統帥，並隨即在蓬瓦兰战役中擊潰罗伯特·诺尔斯率領的英軍殘兵，接著收復普瓦图和桑通日，迫使黑太子撤離法蘭西本土。
1372年，法蘭西─卡斯蒂利亚聯合艦隊在拉羅歇爾海戰中擊潰英格蘭海軍，超過400名英格蘭騎士與8000名士兵被俘。掌控制海權後，杜·盖克兰對英格蘭沿岸發動毀滅性的襲擊，以報復英格蘭對法蘭西土地長年的摧殘。
1370到74年間，杜·盖克兰不斷追擊英军將他們逼退到布列塔尼，1373年在希澤戰役（Battle of Chizé）中再度大敗英軍。1378年，查理五世計畫兼併布列塔尼公國，遭到杜·盖克兰反對，雖然國王派他出兵征討公國，但杜·盖克兰並未認真進行戰役。

## 逝世

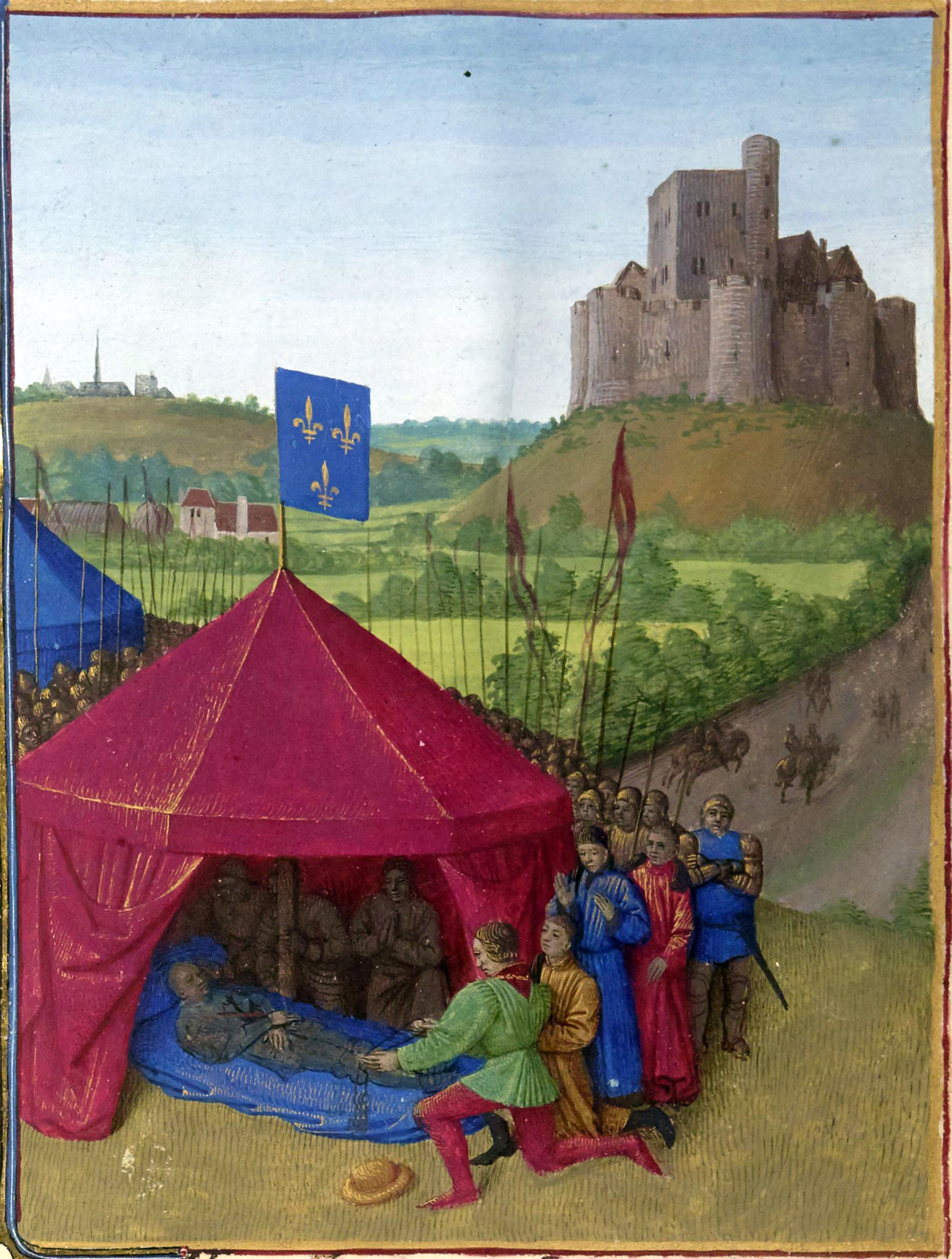
贝特朗·杜·盖克兰之死

由於杜·盖克兰的活躍，法蘭西從英格蘭手中收復布勒丁尼條約中割讓的大片領土。1380年在對朗格多克的遠征中因病逝於朗東新堡。他被安葬在圣但尼大教堂的王室陵寢中，他的心存放在迪南的聖救主大教堂中。
由于杜·盖克兰的效忠法国，20世纪布列塔尼民族主义者认为他是「布列塔尼的背叛者」。在第二次世界大战中，亲纳粹的布莱顿社会国家工人运动（Breton Social-National Workers' Movement）炸毁了他在雷恩的一座雕像。1977年，準軍事組織布雷頓解放戰線（Breton Liberation Front）破壞了杜·盖克兰在布龍的雕像。

## 大眾文化
- 亞瑟·柯南·道爾的历史小说《白色軍團》（The White Company）中提及。
- 荷兰作家特亚·贝克曼（Thea Beckman）儿童读物三部曲中（"Geef me de ruimte", 1976; "Triomf van de verschroeide aarde", 1977 and "Het rad van fortuin", 1978），杜·盖克兰是其中的一个主要人物。
- 電玩遊戲世紀帝國II：帝王世紀（Age of Empires II: The Age of Kings）中以英雄人物登場。
- 日本光榮出品的電玩遊戲《長劍風暴：百年戰爭》（ブレイドストーム -百年戦争-）中的登場人物之一。